# Isabelle de Lusignan (1216-1264)
Pour les articles homonymes, voir Isabelle de Lusignan et De Lusignan.
Isabelle de Lusignan appelé aussi de Chypre , née avant 1216, décédée après 1264, est la fille d'Hugues Ier de Chypre et d'Alix de Champagne.
Elle épousa en 1233 Henri de Poitiers-Antioche († 1276), fils de Bohémond IV d'Antioche et de Plaisance du Gibelet, avec lequel elle eut deux enfants qui prirent tous deux le nom de Lusignan :
- Hugues III, roi de Chypre (1235 † 1284) ;
- Marguerite de Lusignan (1244 † 1308), mariée en 1268 à Jean de Montfort, seigneur de Toron et de Tyr († 1283). Veuve, celle-ci se retira au couvent à Chypre.

Elle a été nommée régente de facto de Jérusalem à Acre en 1263. Elle est retournée à Chypre après que son fils eut été nommé bailli de Jérusalem en 1264.
Isabelle est morte cette même année, elle a été enterrée à Nicosie.
Le mari d'Isabelle Henry, périt quant à lui, noyé en mer, au large de Tyr en juin 1276, tandis qu'il naviguait vers Tripoli à bord d'un navire allemand. Son corps est récupéré et, après la mort de leur fils Hugues, tous deux sont retournés à Nicosie pour y être enterrés.